# Friendly Interactive Shell
Pour les articles homonymes, voir Fish.
 (septembre 2012).
Si vous disposez d'ouvrages ou d'articles de référence ou si vous connaissez des sites web de qualité traitant du thème abordé ici, merci de compléter l'article en donnant les références utiles à sa vérifiabilité et en les liant à la section « Notes et références ».
Friendly Interactive Shell (aussi connu sous le nom de fish) est un shell Unix (interpréteur de commandes) adapté pour une utilisation interactive. Ses caractéristiques sont ciblées sur la convivialité et la découverte. La syntaxe du langage est simple, mais incompatible avec d’autres langages shell. L'utilisation de couleur à même l'invite et dans les autocomplétions rend la saisie plus facile. Plusieurs différences notables rendent fish bien plus ergonomique que le shell bash.

## Historique
Initialement écrit en C++ jusqu’à la version 3.7, la finalisation du portage en Rust a été atteinte à la fin 2024 à l’occasion de la sortie de la version 4 bêta,.